# Sant Just Desvern (kommun)
Sant Just Desvern är en kommun i Spanien.   Den ligger i provinsen Província de Barcelona och regionen Katalonien, i den östra delen av landet, 500 km öster om huvudstaden Madrid. Antalet invånare är 15 874. Arean är 7,8 kvadratkilometer. Sant Just Desvern gränsar till Barcelona, Esplugues de Llobregat, Sant Joan Despí och Sant Feliu de Llobregat. 
Terrängen i Sant Just Desvern är platt åt sydost, men åt nordväst är den kuperad.